# Great Doddington
Great Doddington est une paroisse civile et un village du Northamptonshire, en Angleterre.